# Phi Nhung
Phạm Phi Nhung (10 tháng 4 năm 1970 – 28 tháng 9 năm 2021), thường được biết đến với nghệ danh Phi Nhung, là một nữ cố ca sĩ, diễn viên kiêm nhà hoạt động xã hội người Việt Nam. Trong suốt sự nghiệp của mình, cô được khán giả biết đến với dòng nhạc trữ tình và dân ca.

## Cuộc đời và sự nghiệp

### Thời niên thiếu
Phi Nhung sinh ngày 10 tháng 4 năm 1970 tại Pleiku, Việt Nam, có cha là người Mỹ và mẹ là người Việt. Hoàn cảnh gia đình khó khăn, Phi Nhung chỉ được theo học đến hết lớp 6, sau đó chuyển sang làm nghề may mặc để kiếm sống, trong khi mẹ cô lấy chồng và có thêm 5 người con cùng mẹ khác cha với cô. Trước đó Phi Nhung không bao giờ được mẹ cô nhắc đến cha cô, là một quân nhân Hoa Kỳ đồn trú tại Pleiku, trong thời kỳ chiến tranh tại Việt Nam. Từ nhỏ Phi Nhung đã thích nghe những bài cải lương và dân ca, điều này đã thể hiện trong những nhạc phẩm cô hát sau này.
Lớn lên trong một hoàn cảnh khó khăn, Phi Nhung đã có ước mơ trở thành một ca sĩ từ nhỏ.
Năm 1982, mẹ Phi Nhung qua đời khi cô mới được 12 tuổi. Mồ côi cả cha lẫn mẹ, Phi Nhung phải về ở với ông bà ngoại. Cô phải kiếm tiền và chăm sóc 5 đứa em cùng mẹ khác cha và mấy đứa cháu.

### Sự nghiệp phát triển
Vào tháng 10 năm 1989, Phi Nhung được sang Mỹ theo diện con lai và cư ngụ tại Tampa, tiểu bang Florida. Cô gặp Trizzie Phương Trinh, một nữ ca sĩ nổi tiếng người Việt tại một buổi biểu diễn từ thiện ở một ngôi chùa trên đất Mỹ, khi ấy Trizzie đang lưu diễn ở bang Florida. Nhận thấy tài năng của Phi Nhung, Trizzie đã khuyên Phi Nhung tới California để thực hiện ước mơ của mình. Cuối năm 1993, cô đã chuyển tới sống ở Quận Cam, bang California.
Nhiều người bắt đầu yêu mến Phi Nhung sau khi nghe cô thể hiện nhạc phẩm "Sông Quê 1" cùng với nam ca sĩ Thái Châu tại Hollywood Night 15 và sau đó cô đã có một CD đầu tay góp giọng chung với hai ca sĩ lớn là Tuấn Vũ và Mỹ Huyền.
Năm 1998, Phi Nhung là nữ ca sĩ ra nhiều album nhất và doanh số bán chạy thuộc hàng kỷ lục nên người trong giới và khán giả đặt cho nghệ danh ''Nữ hoàng băng đĩa''.
Từ năm 2002, Phi Nhung chính thức được phép trở về biểu diễn tại Việt Nam và trở thành ca sĩ độc quyền của trung tâm băng nhạc Rạng Đông vào năm 2005. Ngoài ca hát, Phi Nhung còn tham gia nhiều lĩnh vực khác như diễn viên truyền hình, diễn viên điện ảnh, nghệ sĩ cải lương, nghệ sĩ kịch nói, nghệ sĩ hài, MC.

## Các tiết mục trình diễn trên sân khấu
Phi Nhung được nhiều trung tâm lớn ở hải ngoại mời tham gia hợp tác biểu diễn, thu âm như: Tình, Thúy Anh, Làng Văn, Vân Sơn, Asia và Thúy Nga (Paris By Night)... Từ năm 2005, cô hợp tác độc quyền với trung tâm băng nhạc Rạng Đông của Việt Nam. Ngoài ra, Phi Nhung cũng có một số tiết mục trình diễn tại Việt Nam, cũng như những chương trình truyền hình.

### Các tiết mục trình diễn trên sân khấu hải ngoại

#### Trung tâm Thúy Nga

##### Chương trình Paris By Night
| STT | Ca khúc                                                                                         | Thể hiện với | Chương trình                       | Năm  |
| --- | ----------------------------------------------------------------------------------------------- | --- | ---------------------------------- | ---- |
| 1   | Lý Con Sáo Bạc Liêu (Phan Ni Tấn)                                                               | solo | Paris By Night 49                  | 1999 |
| 2   | Dù Anh Nghèo (Tô Thanh Tùng)                                                                    | Mạnh Quỳnh | Paris By Night 52                  | 1999 |
| 3   | Tiếng Dân Chài (Phạm Đình Chương)                                                               | Nguyễn Hưng, Thế Sơn, Như Quỳnh, Hoàng Lan | Paris By Night 52                  | 1999 |
| 4   | Tân Cổ: Căn Nhà Màu Tím (Hoài Linh, Loan Thảo)                                                  | Mạnh Quỳnh | Paris By Night 53                  | 2000 |
| 5   | Phải Lòng Con Gái Bến Tre (Phan Ni Tấn, Luân Hoán)                                              | solo | Paris By Night 55                  | 2000 |
| 6   | Tân Cổ: Con Gái Của Mẹ (Giao Tiên, Loan Thảo)                                                   | Phượng Liên | Paris By Night 56                  | 2000 |
| 7   | Tân Cổ: Đoạn Cuối Tình Yêu (Tú Nhi, Mạnh Quỳnh, Loan Thảo)                                      | Mạnh Quỳnh | Paris By Night 57                  | 2000 |
| 8   | Cánh Hoa Rừng (Tùng Châu, Nhật Ngân)                                                            | solo | Paris By Night 58                  | 2001 |
| 9   | Nỗi Buồn Chim Sáo (Huỳnh Ngọc Đông, Đinh Trầm Ca)                                               | solo | Paris By Night 59                  | 2001 |
| 10  | Hội Trùng Dương (Phạm Đình Chương)                                                              | Như Quỳnh, Thiên Kim | Paris By Night 59                  | 2001 |
| 11  | Tân Cổ: Phận Gái Thuyền Quyên (Nguyên Thảo, Giao Tiên, Mạnh Quỳnh)                              | Mạnh Quỳnh | Paris By Night 60                  | 2001 |
| 12  | Trở Lại Bạc Liêu (Vũ Đức Sao Biển)                                                              | solo | Paris By Night 61                  | 2001 |
| 13  | Tân Cổ: Lý Chim Quyên (Viết Chung, Loan Thảo)                                                   | Mạnh Quỳnh | Paris By Night 62                  | 2001 |
| 14  | LK Nhẫn Cưới: Trả Nhẫn Kim Cương, Vòng Nhẫn Cưới, Trao Nhau Nhẫn Cưới (Vinh Sử, Phạm Minh Cảnh) | Như Quỳnh, Mạnh Quỳnh | Paris By Night 62                  | 2001 |
| 15  | Chuyện Làm Dâu (Võ Thiện Thanh)                                                                 | solo | Paris By Night 63                  | 2002 |
| 16  | Tân Cổ: Duyên Nghèo (Mạnh Quỳnh)                                                                | Mạnh Quỳnh | Paris By Night 65                  | 2002 |
| 17  | Chiều Qua Phà Hậu Giang (Trịnh Lâm Ngân)                                                        | solo | Paris By Night 66                  | 2002 |
| 18  | LK Cảm Ơn, Xuân Này Con Không Về (Trịnh Lâm Ngân)                                               | Mạnh Quỳnh, Như Quỳnh, Thế Sơn | Paris By Night 66                  | 2002 |
| 19  | Tân Cổ: Hai Đứa Giận Nhau (Hoài Linh, Mạnh Quỳnh)                                               | Mạnh Quỳnh | Paris By Night 67                  | 2002 |
| 20  | Con Đê Chung Tình (Dino Phạm Hoàng Dũng)                                                        | solo | Paris By Night 68                  | 2003 |
| 21  | Giấc Mơ Cánh Cò (Vũ Quốc Việt)                                                                  | Như Quỳnh | Paris By Night 69                  | 2003 |
| 22  | Tân Cổ: Thành Phố Buồn (Lam Phương, Mạnh Quỳnh)                                                 | Mạnh Quỳnh | Paris By Night 69                  | 2003 |
| 23  | Chiều Lên Bản Thượng (Lê Dinh)                                                                  | solo | Paris By Night 70                  | 2003 |
| 24  | Tân Cổ: Hờn Anh Giận Em (Tuấn Lê, Mạnh Quỳnh)                                                   | Mạnh Quỳnh | Paris By Night 71                  | 2003 |
| 25  | Tìm Về Phố Xưa (Nhật Trung)                                                                     | Bảo Hân, Loan Châu, Tú Quyên, Minh Tuyết, Trúc Lam, Trúc Linh, Lynda Trang Đài, Như Loan, Tâm Đoan | Paris By Night 71                  | 2003 |
| 26  | Phải Em Lý Ngựa Ô (Tiến Luân)                                                                   | solo | Paris By Night 72                  | 2004 |
| 27  | Vợ Thằng Đậu (Võ Thiện Thanh)                                                                   | Thế Sơn | Paris By Night 73                  | 2004 |
| 28  | Chiều Thương Đô Thị (Song Ngọc & Hoài Linh)                                                     | solo | Paris By Night 74                  | 2004 |
| 29  | LK Vọng Kim Lang, Bậu Đi Theo Người (Nguyễn Ngọc Thạch)                                         | solo | Paris By Night 75                  | 2004 |
| 30  | Hài kịch: Gieo Quẻ Đầu Năm (Nhóm Kịch Thúy Nga)                                                 | Hoài Linh | Paris By Night 76                  | 2005 |
| 31  | Tân Cổ: Đón Xuân Này Nhớ Xuân Xưa (Châu Kỳ, Mạnh Quỳnh)                                         | Mạnh Quỳnh | Paris By Night 76                  | 2005 |
| 32  | Tân Cổ: Đêm Cuối (Ngọc Sơn, Loan Thảo)                                                          | Mạnh Quỳnh | The Best of Phi Nhung - Mạnh Quỳnh | 2005 |
| 33  | Tân Cổ: Chữ Hiếu Chữ Tình (Mạnh Quỳnh)                                                          | Mạnh Quỳnh, Văn Chung | Paris By Night 82                  | 2006 |
| 34  | Hài kịch: Gà Què Ăn Quẩn Cối Xay (Nhóm Kịch Thúy Nga)                                           | Chí Tài, Kiều Linh, Uyên Chi | Paris By Night 82                  | 2006 |
| 35  | Tân Cổ: Kiếp Cầm Ca (Huỳnh Anh, Viễn Châu, Mặc Linh, Võ Thanh Phong)                            | Phượng Liên | Paris By Night 94                  | 2008 |
| 36  | Tân Cổ: Nếu Chúng Mình Cách Trở (Tú Nhi, Mạnh Quỳnh)                                            | Mạnh Quỳnh | Paris By Night 95                  | 2009 |
| 37  | LK Lại Nhớ Người Yêu (Giao Tiên), Ước Mộng Đôi Ta (Đài Phương Trang)                            | Mạnh Quỳnh | Paris By Night 96                  | 2009 |
| 38  | Ướt Lem Chữ Đời (Vũ Quốc Việt)                                                                  | solo | Paris By Night 97                  | 2009 |
| 39  | Tân Cổ: Áo Mới Cà Mau (Thanh Sơn, Viễn Châu)                                                    | Mai Thiên Vân | Paris By Night 98                  | 2009 |
| 40  | Tình Đẹp Hậu Giang (Trần Thiện Thanh)                                                           | Duy Trường | Paris By Night 99                  | 2010 |
| 41  | Tủi Phận (Thái Hùng)                                                                            | solo | Paris By Night Divas               | 2010 |
| 42  | Tân Cổ: Ngày Buồn (Lam Phương, Nguyễn Nhân Tâm)                                                 | Mạnh Quỳnh | Paris By Night 100                 | 2010 |
| 43  | Quê Hương Mùa Xuân (Tiến Luân)                                                                  | solo | Paris By Night 101                 | 2011 |
| 44  | LK Khóc Thầm, Buồn Chi Em Ơi (Lam Phương)                                                       | Duy Trường | Paris By Night 102                 | 2011 |
| 45  | Bỏ Phố Lên Rừng (Châu Kỳ, thơ: Trương Minh Dũng)                                                | solo | Paris By Night 119                 | 2016 |
| 46  | Đưa Em Xuống Thuyền (Hoàng Thi Thơ)                                                             | Tâm Đoan, Hạ Vy, Hương Thủy, Minh Tuyết, Nguyễn Hồng Nhung, Mai Thiên Vân, Hoàng Nhung, Châu Ngọc Hà | Paris By Night 119                 | 2016 |
| 47  | Sao Anh Đành Phụ Em (Thái Thịnh)                                                                | solo | Paris By Night 120                 | 2016 |
| 48  | Hài kịch: Thầy Bói Mù Tái Xuất Giang Hồ (Nguyễn Ngọc Ngạn)                                      | Hoài Linh, Chí Tài | Paris By Night 121                 | 2017 |
| 49  | Vì Lỡ Thương Nhau (Trần Kim Phú, Hoàng Mộng Ngân)                                               | Đặng Hà Duy | Paris By Night 121                 | 2017 |
| 50  | Trích đoạn Cải Lương: Duyên Kiếp (Hoàng Song Việt)                                              | Thanh Hằng, Hương Thủy, Kim Tiểu Long | Paris By Night 122                 | 2017 |
| 51  | Duyên Phận (Thái Thịnh)                                                                         | Như Quỳnh, Hương Thủy, Mai Thiên Vân, Hạ Vy, Quỳnh Vi, Lam Anh, Diễm Sương, Hà Thanh Xuân, Hoàng Nhung, Châu Ngọc Hà | Paris By Night 122                 | 2017 |
| 52  | Bạc Trắng Lửa Hồng (Thy Linh)                                                                   | Đan Nguyên | Paris By Night 123                 | 2017 |
| 53  | Ai Cho Tôi Tình Yêu (Trúc Phương)                                                               | Hoàng Oanh, Như Quỳnh, Tâm Đoan, Mai Thiên Vân | Paris By Night 123                 | 2017 |
| 54  | Tựa Cánh Bèo Trôi (Hoàng Minh)                                                                  | solo | Gió Mùa Xuân Tới                   | 2018 |
| 55  | Phải Lòng Con Gái Bến Tre (Phan Ni Tấn, thơ: Luân Hoán)                                         | Mai Thiên Vân | Gió Mùa Xuân Tới                   | 2018 |
| 56  | Vợ Chồng Son (Hamlet Trương)                                                                    | solo | Paris By Night 124                 | 2018 |
| 57  | Tân Cổ: Ngày Tiễn Đưa (Mạnh Quỳnh)                                                              | Mạnh Quỳnh | Paris By Night 126                 | 2018 |
| 58  | Đừng Phụ Lòng Nhau (Đài Phương Trang)                                                           | Trường Vũ | Paris By Night 127                 | 2018 |
| 59  | Thất Tình Ca (Song Ngọc)                                                                        | Mạnh Quỳnh | Paris By Night 128                 | 2019 |
| 60  | Vào Hạ (Lê Hựu Hà)                                                                              | Hương Thủy, Kỳ Phương Uyên, Hoàng Nhung, Hà Thanh Xuân, Tâm Đoan, Loan Châu, Như Ý, Hạ Vy, Lam Anh, Trúc Lam, Trúc Linh, Như Loan, Diễm Sương, Băng Tâm, Mai Thiên Vân, Nguyễn Hồng Nhung, Quỳnh Vi, Ngọc Anh, Minh Tuyết | Paris By Night 128                 | 2019 |
| 61  | Tình Mẹ Cửu Long (Tùng Châu, Vũ Thanh)                                                          | Hồ Văn Cường | Paris By Night 129                 | 2019 |
| 62  | Dấu Chân Kỷ Niệm (Thúc Đăng)                                                                    | Thanh Tuyền, Như Quỳnh, Hạ Vy, Hương Thủy, Mai Thiên Vân | Paris By Night 129                 | 2019 |
| 63  | LK Căn Nhà Màu Tím (Hoài Linh), Bài Ca Của Nàng (Hoài Linh, Tấn An)                             | Mạnh Quỳnh | Paris By Night 130                 | 2020 |
| 64  | Hai Ơi! Đừng Qua Sông (Ngô Minh Tài)                                                            | Solo | Official Music Video               | 2021 |
| 65  | Lý Con Sáo Bạc Liêu (Phan Ni Tấn)                                                               | Mạnh Quỳnh (dùng lại hình ảnh và giọng hát của Phi Nhung, Trizzie Phương Trinh hóa thân thành hình bóng của Phi Nhung) | Paris By Night 132                 | 2022 |
| 66  | Tân Cổ: Kiếp Tằm Của Mẹ (Mạnh Quỳnh)                                                            | Mạnh Quỳnh, Tuyết Nhung (dùng lại hình ảnh và giọng hát của Phi Nhung) | Paris By Night 133                 | 2022 |

#### Chương trình Thúy Nga Music Box
| STT | Tiết mục                                                | Thể hiện với | Chương trình           | Năm  |
| --- | ------------------------------------------------------- | ------------ | ---------------------- | ---- |
| 1   | Phải Lòng Con Gái Bến Tre (Phan Ni Tấn, thơ: Luân Hoán) | Quang Lê     | Thúy Nga Music Box #30 | 2021 |
| 2   | Chiều Qua Phà Hậu Giang (Trịnh Lâm Ngân)                | solo         | Thúy Nga Music Box #30 | 2021 |
| 3   | Thị Trấn Mù Sương (Thanh Sơn)                           | solo         | Thúy Nga Music Box #30 | 2021 |
| 4   | Phận Đời Con Gái (Phạm Hải Đăng)                        | solo         | Thúy Nga Music Box #30 | 2021 |
| 5   | Lại Nhớ Người Yêu (Giao Tiên)                           | Quang Lê     | Thúy Nga Music Box #30 | 2021 |
| 6   | Lòng Mẹ (Y Vân)                                         | Thanh Hà     | Thúy Nga Music Box #31 | 2021 |
| 7   | Con Gái Của Mẹ (Giao Tiên)                              | solo         | Thúy Nga Music Box #31 | 2021 |
| 8   | Rồi 20 Năm Sau (Trầm Tử Thiêng)                         | solo         | Thúy Nga Music Box #31 | 2021 |
| 9   | Duyên Kiếp (Lam Phương)                                 | Mạnh Quỳnh   | Thúy Nga Music Box #42 | 2021 |
| 10  | Giọt Lệ Sầu (Lam Phương)                                | solo         | Thúy Nga Music Box #42 | 2021 |
| 11  | Phút Cuối (Lam Phương)                                  | Mạnh Quỳnh   | Thúy Nga Music Box #42 | 2021 |
| 12  | Khóc Thầm (Lam Phương)                                  | solo         | Thúy Nga Music Box #42 | 2021 |
| 13  | Biển Tình (Lam Phương)                                  | Mạnh Quỳnh   | Thúy Nga Music Box #42 | 2021 |
| 14  | Bài Tango Cho Em (Lam Phương)                           | Mạnh Quỳnh   | Thúy Nga Music Box #42 | 2021 |

#### Trung tâm Asia
| STT | Ca khúc                                                   | Thể hiện với | Chương trình | Năm  |
| --- | --------------------------------------------------------- | ------------ | ------------ | ---- |
| 1   | Ba Tháng Tạ Từ (Thanh Sơn)                                | solo         | ASIA 23      | 1999 |
| 2   | Tình Đầu Một Thời Áo Trắng (Trầm Tử Thiêng)               | Hợp ca       | ASIA 23      | 1999 |
| 3   | Vạn Điều Em Muốn Nói Một Điều Anh Muốn Nghe (Lê Đức Long) | Mạnh Đình    | ASIA 25      | 1999 |
| 4   | Mưa Rừng (Huỳnh Anh)                                      | solo         | ASIA 26      | 1999 |
| 5   | Một Chuyến Xe Hoa (Minh Kỳ, Dạ Ly Vũ)                     | solo         | ASIA 28      | 2000 |
| 6   | What A Wonderful World (lời Việt Anh Bằng)                | Hợp ca       | ASIA 28      | 2000 |

• Ngoài ra năm 2010 Phi Nhung đã song ca với Tường Nguyên ca khúc Ngẫu Hứng Lý Ru Con. Ca khúc này nằm trong CD Mơ Về Mẹ (Asia CD035) không trình diễn trong các chương trình thu hình.

#### Trung tâm Vân Sơn
| STT | Ca khúc                                                      | Thể hiện với | Chương trình | Năm  |
| --- | ------------------------------------------------------------ | --- | ------------ | ---- |
| 1   | Xin Đừng Hái Hoa (Nhạc Hoa)                                  | Khánh Hoàng, Việt Thi | Vân Sơn 5    | 1997 |
| 2   | Vợ Chồng Mộng Mơ (Đinh Trầm Ca)                              | Vân Sơn | Vân Sơn 7    | 1998 |
| 3   | Hạnh Phúc Quanh Đây (Tô Thanh Tùng)                          | solo | Vân Sơn 9    | 1998 |
| 4   | Tâm Sự Đời Tôi (Thanh Hằng)                                  | solo | Vân Sơn 10   | 1998 |
| 5   | Đời Không Như Là Mơ (Trầm Tử Thiêng)                         | solo | Vân Sơn 13   | 1999 |
| 6   | Bằng Lòng Đi Em (Giao Tiên & Cô Phượng)                      | Vân Sơn | Vân Sơn 13   | 1999 |
| 7   | Chuyện Người Lên Xe Hoa (Tôn Nữ Huyền Chi)                   | Trường Vũ | Vân Sơn 32   | 2005 |
| 8   | Thương Áo Bà Ba (Đình Văn)                                   | solo | Vân Sơn 32   | 2005 |
| 9   | Đời Con Gái (Nhạc phim "Nàng dâu câm" - Trung Quốc)          | solo | Vân Sơn 33   | 2005 |
| 10  | Chuyện Tình La Lan (Hàn Châu)                                | solo | Vân Sơn 34   | 2006 |
| 11  | Chim Trắng Mồ Côi (Hồng Xương Long)                          | solo | Vân Sơn 35   | 2006 |
| 12  | Đêm Phương Nam (Nhất Huy)                                    | solo | Vân Sơn 36   | 2007 |
| 13  | Tân cổ: Lấy Chồng Xứ Lạ                                      | Kim Tử Long | Vân Sơn 36   | 2007 |
| 14  | LK Căn Nhà Ngoại Ô (Anh Bằng), Mưa Đêm Ngoại Ô (Đỗ Kim Bảng) | Hạ Vy, Nhã Thanh | Vân Sơn 36   | 2007 |
| 15  | Chuyện Tình Thảo Nguyên (Trần Tiến)                          | solo | Vân Sơn 37   | 2007 |
| 16  | Tình Người Xa Xứ (Thanh Sơn)                                 | Trường Vũ | Vân Sơn 37   | 2007 |
| 17  | Chuyện Bà Tám (Trương Quang Tuấn)                            | Vân Sơn | Vân Sơn 38   | 2007 |
| 18  | Bài Ngợi Ca Quê Hương (Thanh Sơn)                            | solo | Vân Sơn 38   | 2007 |
| 19  | Trích đoạn: Võ Tắc Thiên                                     | Bình Tinh | Vân Sơn 39   | 2008 |
| 20  | Than Thở Với Lục Bình (Hoài Linh)                            | solo | Vân Sơn 39   | 2008 |
| 21  | LK Mẹ Và Quê Hương                                           | Nguyên Khang, Nguyễn Hồng Nhung, Andy Quách, Diễm Liên, Thanh Tuyền, Hạ Vy, Linda Chou, Nhã Thanh, Chế Linh, Trường Vũ, Ngọc Hạ, Vpop | Vân Sơn 39   | 2008 |
| 22  | Sông Dài (Dương Minh Châu)                                   | solo | Vân Sơn 40   | 2008 |
| 23  | Thương Lắm Mình Ơi (Vũ Quốc Việt)                            | solo | Vân Sơn 50   | 2014 |
| 24  | Hài kịch: Lấy Chồng Xa (Chí Mai)                             | Vân Sơn, Tấn Beo | Vân Sơn 50   | 2014 |
| 25  | Thị Trấn Sương Mù (Thanh Sơn)                                | solo | Vân Sơn 51   | 2015 |
| 26  | Hài kịch: Kỳ Phùng Địch Thủ                                  | Vân Sơn, Tấn Beo, Bảo Khương | Vân Sơn 51   | 2015 |

#### Trung tâm Mây - Dạ Lan
| STT | Ca khúc                                  | Thể hiện với                       | Chương trình       | Năm  |
| --- | ---------------------------------------- | ---------------------------------- | ------------------ | ---- |
| 1   | Sông Quê (Đinh Trầm Ca)                  | Thái Châu                          | Hollywood Night 15 | 1997 |
| 2   | Hoàng Hôn Màu Tím (Thế Hiển)             | solo                               | Hollywood Night 16 | 1997 |
| 3   | Những Ngày Xưa Thân Ái (Phạm Thế Mỹ)     | Thái Châu                          | Hollywood Night 17 | 1998 |
| 4   | Năm 17 Tuổi (Vinh Sử)                    | solo                               | Hollywood Night 17 | 1998 |
| 5   | Đoản Xuân Ca (Thanh Sơn)                 | Thanh Hà, Phương Thảo              | Hollywood Night 18 | 1999 |
| 6   | Tuổi Xuân Con Gái (Trịnh Lâm Ngân)       | solo                               | Hollywood Night 18 | 1999 |
| 7   | Mong Em Còn Ngày Mai (Đinh Trầm Ca)      | solo                               | Hollywood Night 19 | 1999 |
| 8   | Lá Sầu Riêng (Hoàng Cầm, Nguyên Chi)     | solo                               | Hollywood Night 20 | 1999 |
| 9   | Trích đoạn cải lương: Nửa Đời Hương Phấn | Phượng Liên, Hương Huyền, Đoan Thy | Dạ Lan 1           | 2003 |

#### Trung tâm Tình
| STT | Ca khúc                                      | Thể hiện với | Chương trình                      | Năm  |
| --- | -------------------------------------------- | ------------ | --------------------------------- | ---- |
| 1   | Bông Điên Điển (Hà Phương)                   | solo         | Quê Hương Tình Yêu Và Tuổi Trẻ    | 1996 |
| 2   | Giận Hờn 2 (Ngọc Sơn)                        | solo         | Quê Hương Tình Yêu Và Tuổi Trẻ 2  | 1998 |
| 3   | Chờ Người (Khánh Băng)                       | solo         | Quê Hương Tình Yêu Và Tuổi Trẻ 2  | 1998 |
| 4   | Năm Cụm Núi Quê Hương                        | solo         | Quê Hương Tình Yêu Và Tuổi Trẻ 3  | 1998 |
| 5   | Nàng Sơn Ca (nhạc Ngoại, lời Việt: Minh Tâm) | solo         | Quê Hương Tình Yêu Và Tuổi Trẻ 4  | 1999 |
| 6   | Chiếc Xuồng                                  | Khánh Hoàng  | Quê Hương Tình Yêu Và Tuổi Trẻ 4  | 1999 |
| 7   | Đất Phương Nam (Lư Nhất Vũ, Lê Giang)        | solo         | Quê Hương Tình Yêu Và Tuổi Trẻ 5  | 1999 |
| 8   | Lý Cảnh Chùa                                 | solo         | Quê Hương Tình Yêu Và Tuổi Trẻ 6  | 2000 |
| 9   | Nàng Yêu Hoa Tím                             | solo         | Quê Hương Tình Yêu Và Tuổi Trẻ 6  | 2000 |
| 10  | Tình Ca Chim Đa Đa (Võ Đông Điền)            | solo         | Quê Hương Tình Yêu Và Tuổi Trẻ 7  | 2000 |
| 11  | Màu Hoa Bí (Võ Đông Điền)                    | solo         | Quê Hương Tình Yêu Và Tuổi Trẻ 8  | 2001 |
| 12  | Vì Đâu Qua Cầu Đạp Xe                        | Mạnh Quỳnh   | Quê Hương Tình Yêu Và Tuổi Trẻ 8  | 2001 |
| 13  | Rồi 20 Năm Sau (Trầm Tử Thiêng)              | solo         | Quê Hương Tình Yêu Và Tuổi Trẻ 9  | 2001 |
| 14  | Tình Đời...Kiếp Cầm Ca (Anh Bằng)            | Mạnh Quỳnh   | Quê Hương Tình Yêu Và Tuổi Trẻ 9  | 2001 |
| 15  | Yêu Tiếng Hát Ngày Xưa (Thanh Sơn)           | solo         | Quê Hương Tình Yêu Và Tuổi Trẻ 10 | 2002 |
| 16  | Lý Đất Giồng                                 | Mạnh Quỳnh   | Quê Hương Tình Yêu Và Tuổi Trẻ 10 | 2002 |
| 17  | Tân Cổ: Điệu Buồn Phương Nam                 | solo         | Quê Hương Tình Yêu Và Tuổi Trẻ 11 | 2003 |
| 18  | Ru Lại Câu Hò (Vũ Quốc Việt)                 | Tường Nguyên | Quê Hương Tình Yêu Và Tuổi Trẻ 11 | 2003 |
| 19  | Áo Xanh (Tuấn Khanh)                         | solo         | Quê Hương Tình Yêu Và Tuổi Trẻ 12 | 2004 |
| 20  | Còn Lại Nhớ Thương (Nhạc Ngoại)              | Kevin Khoa   | Quê Hương Tình Yêu Và Tuổi Trẻ 12 | 2004 |
| 21  | Bàn Đào Tiên Nữ (Minh Tâm, Bạch Mai)         | solo         | Quê Hương Tình Yêu Và Tuổi Trẻ 13 | 2005 |
| 22  | Trích đoạn: Bà Mẹ Điên (Bạch Mai)            | solo         | Quê Hương Tình Yêu Và Tuổi Trẻ 15 | 2007 |
| 23  | Tâm Sự Nàng Buram (Vinh Sử, Ngân Giang)      | solo         | Quê Hương Tình Yêu Và Tuổi Trẻ 16 | 2008 |
| 24  | Quân Vương Và Thiếp (Minh Tâm, Bạch Mai)     | Kim Tử Long  | Quê Hương Tình Yêu Và Tuổi Trẻ 17 | 2009 |
| 25  | Tình Mộng (Nguyễn Ngọc Thạch)                | solo         | Quê Hương Tình Yêu Và Tuổi Trẻ 18 | 2011 |

#### Đài Vietface TV
| STT | Ca khúc                      | Thể hiện với | Chương trình                       | Năm  |
| --- | ---------------------------- | ------------ | ---------------------------------- | ---- |
| 1   | Cung Tơ Hòa Điệu (Minh Ngọc) | Solo         | Lễ Giỗ Tổ Ngành Nghề Sân khấu 2019 | 2019 |
| 2   | Con Gái Của Mẹ (tân cổ)      | Phượng Liên  | Lễ Giỗ Tổ Ngành Nghề Sân khấu 2019 | 2019 |

### Các tiết mục trình diễn tại sân khấu Việt Nam
| STT | Ca khúc                                                                                            | Thể hiện với                                                | Chương trình                                 | Năm              |
| --- | -------------------------------------------------------------------------------------------------- | ----------------------------------------------------------- | -------------------------------------------- | ---------------- |
| 1   | Trách ai vô tình (điệu Lý Mỹ Hưng, đặt lời: Nhật Ngân)                                             | Solo                                                        | Bài hát yêu thích tháng 10/2014              | 2014             |
| 2   | Nhạc cảnh: Vì trong nghịch cảnh (Hoài Nam), Trách ai vô tình (điệu Lý Mỹ Hưng, đặt lời: Nhật Ngân) | Nguyên Vũ                                                   | Gala nhạc Việt 4: Những giấc mơ trở về       | 2016             |
| 3   | Nhạc cảnh: Duyên nợ cuộc đời (Châu Kỳ, Lê Dinh, Thủy Tiên, Hồ Đình Phương                          | NSND Kim Xuân, Nguyên Vũ, Thanh Hằng, Quế Trân              | Gala nhạc Việt 8: Duyên phận cuộc đời        | 2017             |
| 4   | Gặp nhau giữa rừng mơ (Bảo Chung)                                                                  | Solo                                                        | Gala nhạc Việt 10: Những ngày khi ta còn trẻ | 2017             |
| 5   | Mời lên hái đóa hoa rừng (Hoàng Thi Thơ)                                                           | Solo                                                        | Gặp gỡ VTV                                   | 2017             |
| 6   | Nhạc cảnh Tình cờ gặp nhau (Trần Quang Lộc)                                                        | Nguyên Vũ                                                   | Tình ca bất hủ                               | 2017             |
| 7   | Tơ tằm (Huỳnh Ngọc Đông)                                                                           | Solo                                                        | Liveshow "Tôi yêu" của Duy Trường            | 2018             |
| 8   | Tình đẹp Hậu Giang (Trần Thiện Thanh)                                                              | Duy Trường                                                  | Liveshow "Tôi yêu" của Duy Trường            | 2018             |
| 9   | Xuân về trên khắp quê hương (điệu Vọng Kim Lang, Lý chim xanh)                                     | Nguyên Vũ                                                   | Đón Tết Mậu Tuất 2018                        | 2018             |
| 10  | Bông điên điển (Hà Phương) Quê hương mùa xuân (Tiến Luân)                                          | Solo                                                        | Ký Ức Vui Vẻ (Mùa 2, Mùa 3 và Mùa 4*)        | 2019, 2020, 2021 |
| 10  | Phận Tơ Tằm (Lời: Hồ Tịnh Tâm, nhạc: Minh Kỳ)                                                      | hợp ca đặc biệt với Tuyết Nhung, Quỳnh Trang và Thiêng Ngân | Ký Ức Vui Vẻ (Mùa 2, Mùa 3 và Mùa 4*)        | 2019, 2020, 2021 |
| 11  | Chiều lên bản Thượng (Lê Dinh)                                                                     | Solo                                                        | Bài Hát Đầu Tiên (Tập 14)                    | 2021             |
| 12  | Hoàng hôn màu tím (Thế Hiển)                                                                       | Solo                                                        | Bài Hát Đầu Tiên (Tập 14)                    | 2021             |
| 13  | Tâm sự với anh (Hoàng Trang)                                                                       | Solo                                                        | Bài Hát Đầu Tiên (Tập 14)                    | 2021             |
| 14  | Than thở với lục bình (Hàn Châu)                                                                   | Solo                                                        | Bài Hát Đầu Tiên (Tập 14)                    | 2021             |
| 15  | Tân cổ Điệu buồn phương Nam (Vũ Đức Sao Biển, cổ nhạc Anh Kiệt)                                    | Solo                                                        | Bài Hát Đầu Tiên (Tập 14)                    | 2021             |
| 16  | Bậu ơi đừng khóc (Hamlet Trương)                                                                   | Solo                                                        | Sàn Chiến Giọng Hát (Mùa 3)                  | 2021             |
| 17  | Vọng cổ Tình xuân (Hoàng Song Việt) Xuân nhớ quay về nhà (Thiên Ca)                                | Solo                                                        | Chúc mừng Năm mới Tân Sửu 2021               | 2021             |

* Xuất hiện liên tục trong ba mùa Ký Ức Vui Vẻ với ba vai trò khác nhau: Mùa 2 với vai trò Khách mời đặc biệt, mùa 3 với vai trò người chơi và ca sĩ biểu diễn, mùa 4 xuất hiện trong tiết mục tưởng nhớ chị.

## Album
Danh sách này không đầy đủ; bạn có thể giúp đỡ bằng cách mở rộng nó. Danh sách này không tính những CD in lậu.

### Thúy Anh
1. Thúy Anh 87 - Tàu Về Quê Hương/Nỗi Buồn Hoa Phượng, với Hương Lan, Mỹ Huyền (1993)
2. Thúy Anh 91 - Chuyện Người Em Xóm Đạo, với Mỹ Huyền, Phương Lam, Sơn Tuyền (1994)
3. Thúy Anh 92 - Nếu Anh Đừng Hẹn, với Tuấn Vũ (1994)
4. Thúy Anh 94 - Bá Tháng Tạ Từ / Những Đóm Mắt Hỏa Châu, với Mỹ Huyền, Tuấn Vũ (1994)
5. Thúy Anh 97 - Đoạn Cuối Tình Yêu, với Chế Linh (1994)
6. Thúy Anh 99 - Giăng Câu / Lối Về Đất Mẹ, với Hương Lan, Mỹ Huyền, Thái Châu (1994)
7. Thúy Anh 100 - Mưa Trên Phố Huế, với Thái Châu (1994)
8. Thúy Anh 104 - Tình Ca Quê Hương (Phi Nhung 1) (1994)
9. Thúy Anh 106 - Bông Cỏ May, với Thái Châu, Mỹ Huyền, Chung Tứ Lưu (1995)
10. Thúy Anh 107 - Mùa Xuân Của Mẹ, với Tuấn Vũ, Giao Linh, Phương Lam (1994)
11. Thúy Anh 109 - Như Là Cổ Tích, với Hương Lan, Quốc Tuấn, Mỹ Huyền (1994)
12. Thúy Anh 111 - Gặp Nhau, với Hương Lan, Thái Châu, Tuấn Vũ, Quốc Tuấn (1995)
13. Thúy Anh 112 - Lý Chiều Chiều (Phi Nhung 2) (1995)
14. Thúy Anh 114 - Đôi Ngã Chia Ly (Phi Nhung 3) (1995)
15. Thúy Anh 115 - Giây Phút Chạnh Lòng (Phi Nhung 4) (1995)
16. Thúy Anh 120 - Gợi Nhớ Quê Hương (Nhạc Tuyển 1) (1995)
17. Thúy Anh 126 - Nối Lại Tình Xưa (Nhạc Tuyển 2) (1995)
18. Thúy Anh 127 - Thư Cho Mẹ, với Hoài Nam (1996)
19. Thúy Anh 128 - Thuyền Xa Bến Đỗ, với Hương Lan, Tuấn Vũ, Mỹ Huyên, Mạnh Hùng (1996)
20. Thúy Anh 131 - Cay Đắng Bờ Môi, với Khánh Hoàng (1997)
21. Thúy Anh 136 - Vườn Tao Ngộ (1997)
22. Thúy Anh 145 - Tình Khúc Hoàng Thi Thơ, với nhiều ca sĩ (1997)

### Phượng Hoàng
1. Phượng Hoàng 64 - Tạ Từ Trong Đêm, với Chế Linh (1995)
2. Phượng Hoàng 66 - Người Phu Kéo Mo Cau, với Trường Vũ (1996)
3. Phượng Hoàng 68 - Bông Điên Điển (1996)
4. Phượng Hoàng 71 - Mùa Thu Lá Bay (1996)
5. Phượng Hoàng 79 - Điệu Buồn Phương Nam (1998)
6. Phượng Hoàng 84 - Tình Anh Lính Chiến, với Trường Vũ, Hồng Trúc (2000)

### Ca Dao
1. Ca Dao 9 - Dấu Chân Kỷ Niệm / Hận Đồ Bàn, với Hương Lan, Trường Vũ (1995)
2. Ca Dao 11 - Khói Lam Chiều, với  Hương Lan, Chung Tử Lưu (1995)
3. Ca Dao 14 - Kẻ Bội Bạc, với Trường Vũ (1996)
4. Ca Dao 25 - Năm Cụm Núi Quê Hương, với Trường Vũ, Hồng Trúc (1998)
5. Ca Dao 26 - Đón Xuân Này Nhớ Xuân Xưa / Chuyện Ông Đồ Già, với Chung Tử Lưu, Trường Vũ, Hồng Trúc (1997)
6. Ca Dao 39 - Ai Khổ Vì Ai, với Yến Khoa, Lâm Truyền (1999)
7. Ca Dao 44 - Phiên Khúc Chiều Mưa với Hồng Trúc, Lâm Gia Minh (1999)
8. Ca Dao 62 - Chuyến Đò Vĩ Tuyến, với Mạnh Quỳnh
9. Ca Dao 73 - Lời Người Lính Trẻ Xa Xôi, với Trường Vũ
10. Ca Dao 77 - Gái Nhà Nghèo, với Trường Vũ
11. Ca Dao 78 - Ru Em, với Trường Vũ
12. Ca Dao 85 - Thương Về Mẹ Huế
13. Ca Dao 93 - Chạnh Lòng, với Trường Vũ
14. Ca Dao 105 - Tình Cha, với Quang Lê
15. Ca Dao 109 - Đếm Giọt Sầu Rơi (Phi Nhung Đặc Biệt)

### Diễm Xưa
- Diễm Xưa 87 - Kỷ Niệm Chúng Mình, với Quốc Tuấn (1995)
- Diễm Xưa 90 - Giọt Lệ Tình (1995)
- Diễm Xưa 104 - Có Lẽ (1996)
- Diễm Xưa 139 - Đò Dọc (1997)

### K Entertainement
1. K Entertainment 2 - Anh Hãy Về Đi (1995)
2. K Entertainment 8 - Chỉ Còn Vần Thơ (1995)
3. K Entertainment 9 - Chuyện Tình Hoa Muống Biển, với Cao Thanh (1996)
4. K Entertainment 10 - Xuân Tuổi Mộng, với Cao Thanh, Hiếu Trung, Yên (1996)
5. K Entertainment 13 - Bọt Mưa (1996)
6. K Entertainment 17 - Dạ Vũ Tân Hôn, với Khánh Ly, Quỳnh Hương
7. K Entertainment 19 - Tình Ca Quê Hương (1996)
8. K Entertainment 20 - Giáng Xuân, với Cao Thanh, Hiếu Trung, Quỳnh Hương
9. K Entertainment 21 - Tình Ca Quê Hương 2 (1997)

### Làng Văn
1. Làng Văn 216 - Thà Trắng Thà Đen, với Phương Lam (1996)
2. Làng Văn 229 - Tình Ngăn Đôi Bờ, với Phương Lam, Khả Tú (1996)
3. Làng Văn 237 - Ðón Xuân, với Mạnh Đình, nhiều ca sĩ (1997)
4. Làng Văn 242 - Lặng Thầm, với Hải Phong, Khả Tú (1998)
5. Làng Văn 291 - Tình Xưa Vụng Dại, với Tuấn Đức (2001)
6. Làng Văn 297 - Phận Bạc, với Tuấn Đức, Yến Khoa (2001)
7. Làng Văn 355 - Nàng yêu hoa tím, với Tuấn Đức

### Mây
1. Sông Quê, V.A. (1997)
2. Hoàng Hôn Màu Tím (1998)
3. Chuyện tình cô lái đò Bến Hạ, V.A. (1998)
4. Những ngày xưa thân ái, V.A. (1998)
5. Mong em còn ngày mai, V.A. (1999)
6. Năm 17 Tuổi (2000)

### Hải Đăng
1. Hải Đăng 2 - Mười Năm Đợi Chờ, với Thái Châu (1997)
2. Hải Đăng 4 - Đời Còn Lẻ Loi, với Mỹ Huyền, Thái Châu (1997)
3. Hải Đăng 8 - Sông Quê Tình Nhớ, với Thái Châu (1997)
4. Hải Đăng 17 - Ninh Kiều Em Gái Cần Thơ, với Thài Châu, Quỳnh Dung, Hải Triều (1999)
5. Hải Đăng 26 - Em Về Miệt Thứ, với Thái Châu, Quỳnh Dung (2000)
6. Hải Đăng 40 - Hoa Mười Giờ Lỗi Hẹn, với Tuấn Linh (2001)
7. Hải Đăng 44 - Tình Yêu Là Gì?, với Tuấn Linh (2001)

### Tình & Bốn Phương
1. Tình 12 - Liên Khúc Quê Hương 1, với Hoài Nam, Hương Lan (1997)
2. Tình 17 - Chờ Người (1997)
3. Tình 24 - Giận Hờn, với Mạnh Quỳnh
4. Tình 27 - Nàng Yêu Hoa Tím (1998)
5. Tình - Người Đẹp Bên Trăng (1998)
6. Tình Đặc Biệt 1 - Như Lục Bình Trôi, V.A.
7. Tình Đặc Biệt 3 - Chút Kỷ Niệm Buồn, V.A.
8. Tình Đặc Biệt 11 - Áo Hoa, V.A.
9. Tình Đặc Biệt 15 - Nàng Sơn Ca, V.A.
10. Tình Đặc Biệt 25  - Chuyện Tình Lan Và Điệp (Cải Lương), với Mạnh Quỳnh (2000)
11. Tình MPS 4 - Tình Ca Chim Đa Đa
12. Tình MPS 5 - VA - Năm 17 Tuổi, V.A.
13. Tình MPS 20 - Tình Đời...Kiếp Cầm Ca, với Mạnh Quỳnh
14. Tình MPS 26 - Đam Mê, với Mạnh Quỳnh
15. Tình MPS 31 - Tình Nghèo, Hạnh Phúc Đơn Sơ 2, với Mạnh Quỳnh, Tường Nguyên
16. Tình MPS 60 - Không Tiền Cưới Vợ - Tâm Sự Nàng Buram, V.A.
17. Tình MPS 61 - Rau Đắng Tình Xa - Chuyện Tình Bên Ao Cá, V.A.
18. Tình Music Collection 4 - The Best Of Phi Nhung

### Biển Productions
1. Biển 18 - 20 Năm Tình Đẹp Mùa Chôm Chôm (1998)
2. Biển 19 - Thương Mối Tình Đầu, với Thái Châu, Thanh Thu (1998)

### Biển Tình
1. Biển Tình 3 - Chân Dung Kỷ Niệm, với Thái Châu (1998)
2. Biển Tình 5 - Thương Mãi Một Giòng Sông, với Thái Châu (1998)
3. Biển Tình 11 - Nét Buồn Thời Chiến, với Yên Vy (1999)
4. Biển Tình 12 - Thuyền Giấy Chiều Mưa, với Hoài Nam, Yên Vy (1999)
5. Biển Tình 17 - Biển Tuyết, với Hoài Nam, Yên Vy (1999)
6. Biển Tình 18 - Hoa Thương Nhớ Ai, với Yên Vy, Thanh Vy (1999)
7. Biển Tình 28 - Căn Nhà Màu Tím, với Mạnh Quỳnh (2000)
8. Biển Tình 29 - Những Đồi Hoa Sim, với Mạnh Quỳnh, Phi Nhung
9. Biển Tình 30 - Hương Ca Miền Nam 6 (Bạc Liêu Hoài Cổ)
10. Biển Tình 31 - Dù Anh Nghèo, với Mạnh Quỳnh
11. Biển Tình 32 - Trường Cũ Tình Xưa, với Mạnh Hùng
12. Biển Tình 35 - Mực Tím Mồng Tơi, với Mạnh Quỳnh (2000)
13. Biển Tình 36 - Con Gái Của Mẹ (2000)
14. Biển Tình 38 - Màu Hoa Bí, với Tuấn Dũng, Mỹ Huyền
15. Biển Tình 42 - Xin Đừng Trách Đa Đa, với Ngọc Hồ (2001)
16. Biển Tình 47 - Làm Dâu Xứ Lạ, với Mạnh Quỳnh (2001)
17. Biển Tình 50 - Vườn Nhãn Bạc Liêu, với Mạnh Quỳnh, Mỹ Huyền
18. Biển Tình 55 - Nhớ Em Câu Hát Đưa Đò, với Mạnh Quỳnh, Mỹ Huyền, Tuấn Dũng (2001)
19. Biển Tình 60 - Trở Lại Bạc Liêu, với Mạnh Quỳnh, Mỹ Huyền (2001)

### Yêu productions
1. Yêu 1 - Bao Giờ Em Quên (1998)
2. Yêu 2 - Phi Nhung - Những Tình Khúc Dang Dở (1998)
3. Yêu 4 - Phi Nhung - Tình Khúc Quê Hương (1998)
4. Yêu 9 - Phi Nhung, Tuấn Vũ - 10 Tình Khúc Lính (1998)
5. Yêu 11 - Phi Nhung, Mạnh Hùng - Câu Chuyện Đầu Năm

### Eagle
1. Chuyện Tình Ong Bướm
2. Tình Bể Dâu
3. Chim Sáo Ngày Xưa, với Hải Triều
4. Tình Cờ Gặp Nhau, với Hải Triều

### Thúy Nga
1. Thúy Nga 171 - Yêu Lầm, với Mỹ Huyền, Hoàng Lan (1998)
2. Thúy Nga 194 - Lý Con Sáo Bạc Liêu, Thế Sơn (1999)
3. Thúy Nga 216 - Căn Nhà Màu Tím, với Mạnh Quỳnh (2000)
4. Thúy Nga 222 - Nghèo, V.A. (2000)
5. Thúy Nga 234 - Nhớ Người Yêu, V.A. (2000)
6. Thúy Nga 236 - Tân Cổ Đoạn Cuối Tình Yêu (Phi Nhung, Mạnh Quỳnh 2) (2001)
7. Thúy Nga 242 - Cánh Hoa Rừng (2001)
8. Thúy Nga 247 - Hai Đứa Nghèo, V.A. (2001)
9. Thúy Nga 251 - Thất Tình, V.A.  (2001)
10. Thúy Nga 261 - Liên Khúc Nhẫn Cưới, Chồng Xa, V.A. (2002)
11. Thúy Nga 263 - Tân Cổ Giao Duyên, với Mạnh Quỳnh (2002)
12. Thúy Nga 271 - Chuyện Làm Dâu, V.A. (2002)
13. Thúy Nga 283 - Chiều Bên Đồi Sim, V.A. (2002)
14. Thúy Nga 284 -  Mùa Xuân Của Mẹ, V.A. (2002)
15. Thúy Nga 285 - Chiều Qua Phà Hậu Giang, V.A. (2002)
16. Thúy Nga 288 - Tân Cổ Giao Duyên 2, với Mạnh Quỳnh (2003)
17. Thúy Nga 305 - Giấc Mơ Cánh Cò, V.A. (2003)
18. Thúy Nga 318 - Ngựa Ô Thương Nhớ (2004)
19. Thúy Nga 324 - Người Ngoài Phố, V.A. (2004)
20. Thúy Nga 326 - Tân Cổ Giao Duyên 3, với Mạnh Quỳnh (2004)
21. Thúy Nga 337 - Ru Lại Câu Hò, với Hương Lan, Mạnh Quỳnh (2004)
22. Thúy Nga 347 - Chị Ði Tìm Em, V.A.
23. Thúy Nga 483 - Nếu Chúng Mình Cách Trở, với Mạnh Quỳnh (2011)
24. Thúy Nga 597 - Kể Từ Đêm Đó , với Đặng Hà Duy (2018)

### Phi Nhung Productions / Phi Nhung Club
1. Phi Nhung Productions 1 - Tuổi 17 (1999)
2. Phi Nhung Productions 2 - Hòn Vọng Phu (1999)
3. Phi Nhung Productions 3 - Trống Vắng (1999)
4. Phi Nhung Productions 4 - Thị Trấn Sương Mù
5. Phi Nhung Club CD - Ru Lại Câu Hò (2003)
6. Phi Nhung Club CD - Thương Em Lý Miệt Vườn, với Hương Lan, Hà Phương (2003)
7. Phi Nhung Club CD - Tiếng Quốc Đêm Trăng (2003)
8. Phi Nhung Club CD - Về Quê Em (2004)
9. Phi Nhung Club CD - Chiều Thương Đô Thị

### Rạng Đông
1. Thương lắm Cà Mau
2. Tiếng hát Phi Nhung
3. Thao thức vì em (2007)
4. Nói Với Người Tình, với Nguyên Vũ (2010)
5. Đừng Nói Xa Nhau, với Nguyên Vũ (2010)
6. Chắc Gì (2010)
7. Màu hoa bí, với Trường Vũ (2011)
8. Bao giờ ta gặp lại ta (2012)
9. Thương lắm mình ơi (2014)

### Trung tâm khác
1. Ánh Sáng - Tình Em Búp Bê, với Duy Phong
2. Asia 144 - Căn nhà ngoại ô, V.A. (2000)
3. Diễm Tình 6 - Cơn mê tình ái, với Mạnh Quỳnh
4. Gold Music 2 - Tình Đời 2, với Khương Vỹ, Mỹ Huyền
5. Hải Âu 207 - Màu Hoa Tím, với Mạnh Quỳnh
6. Hoàng Lan MI 3 - Ngày Em Còn Bên Tôi, với Trường Vũ
7. KL Music 1 - Chuyện Ngày Xưa (2000)
8. Love Music 13 - Giọt Sầu Dang Dở, với Thái Châu
9. NDBD - Chuyện Đêm Mưa, với Quang Lộc
10. NDBD Huy Vũ 14 - Tình Bơ Vơ, với Huy Vũ
11. NDBD Mạnh Quỳnh 71 - Tình Anh Lính Chiến, với Manh Quỳnh
12. New Castle 19 - Một Chuyến Về Quê, với Randy
13. Nhạc Việt - Sầu Cố Đô (Phi Nhung 1) (2003)
14. Nhạc Việt - Tình ca Thanh Sơn 1, 2
15. Nhật Hạ -  Kỷ niệm, với Tuấn Vũ (1999)
16. Phương Nam Film - Còn thương góc bếp chái hè
17. Tú Quỳnh 89 (CD 69) - Trên Đường Quê, với Bảo Thiên, Sơn Ca (1996)
18. Tường Vi - Dấu Chân Kỷ Niệm, với Mỹ Huyền - Mạnh Hùng (1997)
19. Vân Sơn - Ánh Trăng Lẻ Loi, với Hạ Vy, Tâm Đoan (2000)
20. Vân Sơn - 30 Tình Khúc Chọn Lọc 1 (3 CDs)
21. Vân Sơn - 30 Tình Khúc Chọn Lọc 2 (3 CDs)
22. Việt 7 - Bướm Vàng, với Bạch Vân, Tiến Biên

## Liveshow
| Live show                                    | Thời gian  | Địa điểm                                           | Phát hành  | Nguồn  |
| "Một thoáng quê hương"                       | 18/12/2008 | Sân khấu ca nhạc Trống Đồng, Thành phố Hồ Chí Minh | DVD        |        |
| "Thương Một Người Dưng" (2014)               | 11/10/2014 | Nhà hát lớn Hòa Bình, Thành phố Hồ Chí Minh        | VTV        |        |
| Kỷ Niệm 20 Năm Ca Hát - ''Tình Yêu Bất Tận'' | 14/8/2015  | Sân khấu ca nhạc Trống Đồng, Thành phố Hồ Chí Minh | DVD        | [ 9 ]  |
| Phi Nhung - Fan Meeting 2018                 | 13/1/2018  | Nhà Văn Hóa Thanh Niên                             | Livestream | [ 10 ] |

## Hoạt động trong nhiều lĩnh vực

### Cải lương
Phi Nhung dù chỉ là tay ngang nhưng với chất giọng ngọt ngào, pha lẫn chất khàn rất đặc biệt, phù hợp với cải lương dân tộc, hồ quảng... cũng như với tài năng diễn xuất tự nhiên đã giúp Phi Nhung thành công hơn với nhiều tuồng diễn và nhận được nhiều sự yêu mến của khán giả:
| Trích Đoạn                                              | Vai Diễn         |
| ------------------------------------------------------- | ---------------- |
| Nửa Đời Hương Phấn                                      | vai Hương/The    |
| Tấm Lòng Của Biển                                       | vai Thanh        |
| Mạnh Lệ Quân                                            | vai Mạnh Lệ Quân |
| Võ Tắc Thiên                                            | vai Võ Tắc Thiên |
| Người Mẹ Điên                                           | vai Người Mẹ     |
| Con Gái Chị Hằng                                        | vai Ngọc Trinh   |
| Duyên Kiếp                                              | vai Mợ Hai       |
| Danh hài đất Việt: Lương Sơn Bá - Chúc Anh Đài (Tập 39) | vai Chúc Anh Đài |
| Đời Cô Lựu                                              | vai Kim Anh      |

| Nguyên Tuồng                     | Vai diễn                | Ghi chú                                                         |
| -------------------------------- | ----------------------- | --------------------------------------------------------------- |
| Lan và Điệp                      | vai Lan                 | Trung tâm Tình phát hành năm 2000                               |
| Lương Sơn Bá, Chúc Anh Đài       | vai Chúc Anh Đài        | Trung tâm Thúy Nga phát hành năm 2001; Thể loại Hồ Quảng        |
| Hải Âu Phi Xứ                    | vai Mỹ Thường           | Trung tâm Thúy Nga phát hành năm 2002                           |
| Mộng Trinh                       | vai Mộng Trinh          | Trung tâm Vân Sơn phát hành                                     |
| Sông Dài                         | vai Lượm                | Trung tâm Rạng Đông phát hành                                   |
| Tô Hiến Thành Xử Án              | vai Quỳnh Mai Quận Chúa | Thể loại Phim truyện Cải lương phát hành trên sóng truyền hình  |
| Châu Ngọc Đại Đường              | vai công chúa           | Thể loại Phim truyện Cải lương phát hành 12/5/2015 trên Youtube |
| Bến Đợi                          | vai Lụa                 | Trung tâm Thúy Nga phát hành cuối năm 2014                      |
| Ngôi Nhà Cổ Trong Lòng Thành Phố | vai Thắm                | Phát trên kênh Youtube Phi Nhung                                |

### Kịch nói
| Tiêu đề                                    | Thể loại       | Vai diễn      |
| ------------------------------------------ | -------------- | ------------- |
| Ngao sò ốc hến                             | Hài kịch       | vai Thị Hến   |
| Lá Sầu Riêng                               | Bi trường kịch | vai Diệu      |
| Danh hài đất Việt: Vợ thằng Đậu (Tập 42)   | Hài kịch       | vai Đen       |
| Dâu đất khách                              | Bi hài kịch    | vai Thôn/Thúy |
| Danh hài đất Việt: Ai dựa, dựa ai (Tập 30) | Hài kịch       | vai Người vợ  |

### Điện ảnh

#### Trong nước
Phi Nhung tham gia phim ảnh sau năm 2007 khi đã về nước với phim Lâu đài tình ái vào vai cô giúp việc, đóng cùng NSƯT Hoài Linh, Chí Tài, Thân Thúy Hà, Hoa hậu Nguyễn Thị Huyền, Dương Ngọc Thái.
Thời gian sau Phi Nhung được giao vai nữ chính trong phim Mùi hoa dại với vai Thơm.
Cuối tháng 8/2015, Phi Nhung xuất hiện trong bộ phim điện ảnh Hy sinh đời trai được nhà sản xuất, diễn viên Trần Bảo Sơn thực hiện, với vai cô gái "quá lứa lỡ thì" nhưng may mắn được một công tử nhà giàu (Tấn Beo đóng) ngỏ lời yêu.

#### Quốc tế
Phi Nhung xuất hiện trong bộ phim ''Trạng sư may mắn Trần Mộng Cát'' (2010) của Trung Quốc. Ngoài ra Phi Nhung đã hát nhạc phim ''Trạng sư may mắn Trần Mộng Cát'' bằng tiếng Hoa, ca khúc mang tên Cười nhạo đời người.

#### Danh sách các phim Phi Nhung đã tham gia
| Thứ tự | Tên Phim                       | Quốc gia phát hành    | Thể loại            | Vai diễn                 |
| ------ | ------------------------------ | --------------------- | ------------------- | ------------------------ |
| 1      | Lâu đài tình ái                | Việt Nam              | Truyền hình         | vai Chị Năm giúp việc    |
| 2      | Trạng sư may mắn Trần Mộng Cát | Trung Quốc - Việt Nam | Truyền hình quốc tế | vai Mộng Phi Phi         |
| 3      | Mùi Hoa Dại                    | Việt Nam              | Truyền hình         | vai Thơm                 |
| 4      | Hello Cô Ba                    | Việt Nam              | Điện ảnh            | vai Vợ Tùng Đồ Cổ        |
| 5      | Chuyện Tình Làng Hoa           | Việt Nam              | Truyền hình         | vai Ba Huệ               |
| 6      | Mười Hai Bến Nước              | Việt Nam              | Truyền hình         | vai Út Tài Lanh          |
| 7      | Nhà có năm nàng tiên           | Việt Nam              | Điện ảnh            | vai Nữ giám khảo âm nhạc |
| 8      | Hy sinh đời trai               | Việt Nam              | Điện ảnh            | vai Xuân                 |
| 9      | Nàng tiên có 5 nhà             | Việt Nam              | Điện ảnh            | vai Tú bà                |
| 10     | Báu vật                        | Việt Nam              | Truyền hình         | vai mẹ Tiên              |
| 11     | Anh ba khía                    | Việt Nam              | Truyền hình         | vai Bà Hai Lương         |

## Giải thưởng

### Mai vàng
| Năm  | Giải thưởng              | Hạng mục                                                 | Trao cho                                                       | Kết quả   |
| ---- | ------------------------ | -------------------------------------------------------- | -------------------------------------------------------------- | --------- |
| 2012 | Giải Mai Vàng lần thứ 18 | Ca sĩ hát nhạc âm hưởng dân ca và truyền thống cách mạng | Bản thân với ca khúc Áo mới Cà Mau                             | Đề cử     |
| 2013 | Giải Mai Vàng lần thứ 19 | Ca sĩ hát nhạc âm hưởng dân ca và truyền thống cách mạng | Bản thân với ca khúc Lá sầu riêng                              | Đề cử     |
| 2013 | Giải Mai Vàng lần thứ 19 | Top 10 nghệ sĩ của năm                                   | Bản thân                                                       | Vinh danh |
| 2014 | Giải Mai Vàng lần thứ 20 | Ca sĩ hát nhạc âm hưởng dân ca và truyền thống cách mạng | Bản thân với ca khúc Lý con sáo Bạc Liêu                       | Đề cử     |
| 2014 | Giải Mai Vàng lần thứ 20 | Top 10 nghệ sĩ của năm                                   | Bản thân                                                       | Vinh danh |
| 2017 | Giải Mai Vàng lần thứ 23 | Ca sĩ hát nhạc âm hưởng dân ca và truyền thống cách mạng | Bản thân với ca khúc Bỏ quê                                    | Đoạt giải |
| 2017 | Giải Mai Vàng lần thứ 23 | Top 10 nghệ sĩ của năm                                   | Bản thân                                                       | Vinh danh |
| 2018 | Giải Mai Vàng lần thứ 24 | Tác phẩm của năm                                         | MV Phận mồ côi                                                 | Đoạt giải |
| 2018 | Giải Mai Vàng lần thứ 24 | Ca sĩ hát nhạc âm hưởng dân ca và truyền thống cách mạng | Bản thân với ca khúc Phận mồ côi                               | Đề cử     |
| 2019 | Giải Mai Vàng lần thứ 25 | Top 10 nghệ sĩ của năm                                   | Bản thân                                                       | Vinh danh |
| 2019 | Giải Mai Vàng lần thứ 25 | Ca sĩ hát nhạc âm hưởng dân ca và truyền thống cách mạng | Bản thân với ca khúc Thanh xuân em đợi * Xin rút tên khỏi giải | Đề cử     |
| 2020 | Giải Mai Vàng lần thứ 26 | Ca sĩ hát nhạc âm hưởng dân ca và truyền thống cách mạng | Bản thân với ca khúc Ngồi buồn nhớ mẹ                          | Đề cử     |
| 2021 | Giải Mai Vàng lần thứ 27 | Ca khúc xuất sắc nhất                                    | Ca khúc Bậu ơi đừng khóc                                       | Đoạt giải |
| 2021 | Giải Mai Vàng lần thứ 27 | Ca sĩ hát nhạc âm hưởng dân ca                           | Bản thân với ca khúc Bậu ơi đừng khóc                          | Đoạt giải |

### Bài hát Yêu thích
Đề cử Bài hát yêu thích tháng 1/2014 (Ca khúc Nhung ca) (1/2014) Đứng vị trí thứ ba bảng xếp hạng tháng 1/2014
Đề cử Bài hát yêu thích tháng 10/2014 (Ca khúc Trách ai vô tình)(10/2014) Đoạt cúp quán quân liên tiếp tháng 10/2014 và tháng 11/2014
| Hạng mục                                                                 | BXH Tháng | Kết quả chiến thắng | Kết quả chiến thắng  | Kết quả chiến thắng     | Nguồn  | Hình ảnh                                              |
| Hạng mục                                                                 | BXH Tháng | Lượt nghe           | Lượt bình chọn phiếu | Lượt tin nhắn bình chọn | Nguồn  | Hình ảnh                                              |
| ------------------------------------------------------------------------ | --------- | ------------------- | -------------------- | ----------------------- | ------ | ----------------------------------------------------- |
| Cúp Quán quân Bài Hát Yêu Thích tháng 10/2014 (Ca khúc Trách ai vô tình) | 10/2014   | 165338/443512       | 303/3223             | 38856/94364             | [ 25 ] | Vắng mặt và yêu cầu BTC lấy toàn bộ tiền làm từ thiện |
| Cúp Quán quân Bài Hát Yêu Thích tháng 11/2014 (Ca khúc Trách ai vô tình) | 11/2014   | 64824/190056        | 287/3100             | 13365/36634             | [ 26 ] |                                                       |

### Sol Vàng
|                                                                  | Năm  | Ghi chú                                                           |
| Cúp Sol Vàng vinh danh 20 năm cống hiến cho nền âm nhạc Việt Nam | 2014 | Được trao trong đêm liveshow Sol Vàng -Thương Một Người Dưng 2014 |

### POPS Awards
|                                                    | Ghi chú                                                                                           | Nguồn  |
| Cúp Tri Ân đối tác đồng hành cùng POPS Awards 2014 | Được trao trong lễ trao giải POPS AWARDS 2014 khi là đối tác đồng hành lâu năm của POPS Worldwide | [ 27 ] |

### Solo cùng Bolero
|                                | Ghi chú                                                              | Nguồn  |
| Cúp Vinh danh Solo cùng Bolero | Vinh danh hành trình 7 mùa làm Giám khảo xuyên suốt tại chương trình | [ 28 ] |

## MV
- Anh Hãy Về Đi (Mộng Long)
- Áo Xanh (Tuấn Khanh)
- Bao Giờ Ta Gặp Lại Ta (Trần Trịnh & Nhật Ngân)
- Ba Tháng Tạ Từ (Thanh Sơn)
- Bà Năm (Vũ Quốc Việt)
- Bà Rằng Bà Rí (Dân Ca Bắc Bộ)
- Bậu Ơi Đừng Khóc (Hamlet Trương)
- Bến Cũ Đò Xưa (Phan Ni Tấn)
- Bỏ Quê (với Hồ Văn Cường) (Sơn Hạ)
- Bông Bí Vàng (Bắc Sơn)
- Bông Điên Điển (Hà Phương)
- Cát Bụi Cuộc Đời (Hà Sơn)
- Con Cò (Đình Văn)
- Con Đê Chung Tình (Dino Phạm Hoàng Dũng)
- Chắc Gì (Đình Văn)
- Chờ Người (Khánh Băng)
- Chuyện Tình Lan Và Điệp 1 (Mạc Phong Linh & Mai Thiết Lĩnh)
- Chuyện Tình Lan Và Điệp 2 (Mạc Phong Linh & Mai Thiết Lĩnh)
- Chuyện Tình Lan Và Điệp 3 (Mạc Phong Linh & Mai Thiết Lĩnh)
- Chuyện Tình Thảo Nguyên (Trần Tiến)
- Có Lẽ (Lê Kim Khánh)
- Có Lẽ Tôi Nghèo (Lê Đình Phương)
- Còn Mãi Lời Ru (Nguyễn Nhất Huy)
- Chiều Qua Phà Hậu Giang (Trịnh Lâm Ngân)
- Chiều Thương Đô Thị (Song Ngọc & Hoài Linh)
- Chuyện Làm Dâu (Võ Thiện Thanh)
- Dạ Lỡ (với Cao Minh Đạt) (Ngô Minh Tài)
- Dù Anh Nghèo (với Mạnh Quỳnh) (Tô Thanh Tùng)
- Đất Phương Nam (Lư Nhất Vũ & Lê Giang)
- Đam Mê (với Mạnh Quỳnh) (Dzoãn Bình)
- Đèn Cù (Dân Ca Bắc Bộ)
- Đèn Khuya (Lam Phương)
- Đi Học (Thơ: Hoàng Minh Chính - Nhạc: Bùi Đình Thảo)
- Đón Tết (Nguyễn Ngọc Thiện)
- Đồng Cảnh Ngộ (với Mạnh Đình) (Ngân Giang)
- Đời Không Như Là Mơ (Trầm Tử Thiêng)
- Em Vẫn Hoài Yêu Anh (Trịnh Lâm Ngân)
- Em Về Miệt Thứ (Hà Phương)
- Gác Nhỏ Đêm Xuân (Minh Kỳ & Lê Dinh)
- Giấc Ngủ Đầu Nôi (Hàn Châu)
- Giận Hờn 2 (Ngọc Sơn)
- Gió Bấc (Võ Thiện Thanh)
- Gợi Nhớ Quê Hương (Thanh Sơn)
- Hai Ơi Đừng Qua Sông (Ngô Minh Tài) (Trung Tâm Thúy Nga Paris By Night ghép những hình ảnh & video clip cũ để tưởng nhớ Phi Nhung) (2021)
- Hạnh Phúc Quanh Đây (Tô Thanh Tùng)
- Hoa Tím Bằng Lăng (Linh Châu)
- Hoàng Hôn Màu Tím (Thế Hiển)
- Hoài Cổ (Thanh Sơn)
- Hồn Trinh Nữ (Trịnh Lâm Ngân)
- Hương Tóc Nàng Dâu (Vinh Sử)
- Khóc Thầm (Lam Phương)
- Khúc Hát Ân Tình (Nhạc: Xuân Tiên & Lời: Song Hương)
- Là Gì Thế? (Phi Nhung) (Lyrics Video)
- Lá Sầu Riêng (Hoàng Cầm & Nguyên Chi)
- Làm Dâu Xứ Lạ (Vinh Sử)
- Liên Khúc Dân Ca Ba Miền: Khúc Hát Ân Tình (Xuân Tiên), Ngựa Ô Huế (Dân Ca Huế), Lý Ngựa Ô (Dân Ca Nam Bộ)
- Liên Khúc Lý Mừng Xuân (Bạch Mai, Phi Nhung)
- Liên Khúc Vọng Kim Lang & Bậu Đi Theo Người (Nguyễn Ngọc Thạch)
- Lý Ba Tri (Đynh Trầm Ca)
- Lý Cây Khế (Dân Ca Nam Bộ)
- Lý Con Sáo 21 (Dân Ca Nam Bộ)
- Lý Con Sáo Bạc Liêu (Phan Ni Tấn)
- Lý Đất Giồng (với Mạnh Quỳnh) (Dân Ca Nam Bộ)
- Màu Hoa Bí (Võ Đông Điền)
- Mong Chờ (Xuân Tiên)
- Mong Em Còn Ngày Mai (Đynh Trầm Ca)
- Một Chuyến Xe Hoa (Minh Kỳ & Dạ Ly Vũ)
- Một Kiếp Phong Ba (Nhạc: Chen Da Li-Chen Xiu Nan & Lời Việt:Nhật Ngân)
- Mộng Ảo (Nguyễn Ngọc Thạch)
- Mùa Xuân Cưới Em (với Bảo Thiên) (Mặc Thế Nhân) (1997)
- Mùa Xuân Xa Quê (Hà Sơn) (Lyrics Video)
- Mưa Rừng (Huỳnh Anh)
- Nàng Yêu Hoa Tím (Giao Tiên)
- Ngày Tết Quê Em (Từ Huy) (1998)
- Nghĩa Phu Thê (Mạnh Quỳnh)
- Ngồi Buồn Nhớ Mẹ (Hamlet Trương)
- Ngũ Hành Năm Cụm Núi Quê Hương (Minh Kỳ)
- Người Đi Ngoài Phố (Anh Việt Thu)
- Nhớ Mẹ Lý Mồ Côi (Trương Quang Tuấn)
- Nối Lại Tình Xưa (Ngân Giang)
- Nỗi Buồn Chim Sáo (Huỳnh Ngọc Đông & Đynh Trầm Ca)
- Những Ngày Xưa Thân Ái (với Thái Châu) (Phạm Thế Mỹ)
- Nụ Hồng Mong Manh (LV: Nhật Ngân) (Lyrics Video)
- Phải Em Lý Ngựa Ô (Tiến Luân)
- Phải Lòng Con Gái Bến Tre (Thơ: Luân Hoán - Nhạc: Phan Ni Tấn)
- Pháo Đỏ Rượu Hồng (Nhất Trung)
- Phận Bạc (Dzoãn Bình)
- Phận Đời Con Gái (Phạm Hải Đăng)
- Phận Mồ Côi (Phạm Hải Đăng)
- Qua Cơn Mê (Nhật Ngân)
- Quân Vương Và Thiếp 2 (Nhạc Hoa & Lời Việt: Minh Tâm) (với Kim Tử Long)
- Quê Hương Mùa Xuân (Tiến Luân)
- Rồi 20 Năm Sau (Trầm Tử Thiêng)
- Ru Lại Câu Hò (Vũ Quốc Việt)
- Sao Anh Nỡ Đành Quên (Tô Thanh Tùng)
- Sông Quê (với Thái Châu) (Đynh Trầm Ca)
- Sầu Tím Thiệp Hồng (Minh Kỳ & Hoài Linh)
- Tâm Sự Đời Tôi (Thanh Hằng)
- Tân Cổ "Đêm Cuối" (với Mạnh Quỳnh) (Tân Nhạc: Ngọc Sơn, Cổ Nhạc: Loan Thảo)
- Thanh Xuân Em Đợi (Ngô Minh Tài)
- Than Thở Với Lục Bình (Hàn Châu)
- Thương Em Lý Miệt Vườn (Trương Quang Tuấn)
- Thương Lắm Mình Ơi (Vũ Quốc Việt)
- Thà Trắng Thà Đen (Ngân Trang)
- Tình Cờ (Diệp Minh Tuyền)
- Tình Chỉ Đẹp (Thủy Tiên)
- Tình Đời (với Mạnh Quỳnh) (Minh Kỳ & Vũ Chương)
- Tình Đẹp Hậu Giang (với Duy Trường) (Trần Thiện Thanh)
- Tình Người Xa Xứ (với Trường Vũ) (Thanh Sơn)
- Tình Yêu Cách Biệt (Lưu Trần Lê)
- Tơ Duyên (Nhất Sinh)
- Trách Ai Vô Tình (Nhật Ngân)
- Trở Lại Bạc Liêu (Vũ Đức Sao Biển)
- Tuổi 17 (Phi Nhung)
- Tuổi Xuân Con Gái (Trịnh Lâm Ngân)
- Tủi Phận (Thái Hùng)
- Ước Nguyện Đầu Xuân (với Cao Thanh) (Hoàng Trang) (1998)
- Ướt Lem Chữ Đời (Vũ Quốc Việt)
- Về Quê Em (với Mạnh Quỳnh) (Đài Phương Trang)
- Ví Dầu Qua Cầu Đạp Xe (với Mạnh Quỳnh) (Anh Hoàng)
- Yêu Tiếng Hát Ngày Xưa (Thanh Sơn)

## Video hài kịch
- Tệ hơn vợ thằng Đậu 1 (với Mạnh Quỳnh, Bảo Chung, Tấn Hoàng)
- Tệ hơn vợ thằng Đậu 2 (với Hoài Linh, Minh Nhí)
- Vợ chồng làm biếng (với Hoài Linh)
- Hai Chảo cua gái (với Trường Giang)

## Hoạt động khác
Năm 2014, Phi Nhung nhận lời mời trở thành giám khảo chính của chương trình truyền hình thực tế tìm kiếm tài năng âm nhạc trữ tình Solo cùng Bolero 2014.
Năm 2015, Phi Nhung nhận lời trở thành giám khảo khách mời của chương trình Ngôi sao phương Nam 2015 (giám khảo đêm thi Chung kết 5) và cô đã hoàn thành xuất sắc vai trò ''cầm cân nảy mực'' lần này. Tiếp sau đó cô cũng xuất hiện trong vai trò giám khảo chính của mùa 2 Solo cùng Bolero 2015.
Đầu 2016, Phi Nhung cùng NSƯT Hoài Linh tham gia làm giám khảo cho gameshow Ngôi sao phương Nam 2016.
Năm 2017, Phi Nhung tiếp tục xuất hiện với vai trò giám khảo tại các gameshow lớn như: Solo cùng Bolero, Ban nhạc quyền năng, Tài Tử Tranh Tài và khách mời của Cặp Đôi Hoàn Hảo (Trữ tình và Bolero).
Năm 2019, Phi Nhung đảm nhận vai trò giám khảo trong cuộc thi "Đại sứ áo dài VIệt Nam" cùng với các nghệ sĩ, người mẫu khác.

### Từ thiện
Phi Nhung thành lập Trung tâm nuôi dưỡng trẻ em mồ côi với tên gọi Phi Nhung – Vòng tay dưỡng tử tại chùa Pháp Lạc, Bình Phước  được xây dựng với tổng số tiền là 800 triệu đồng, do ca sĩ Phi Nhung cùng một số nhà hảo tâm đóng góp. Ngoài ra cô còn có quỹ từ thiện mang tên Phi Nhung Charitable Fund nhằm hỗ trợ cho các hoạt động từ thiện, hướng sự quan tâm của cộng đồng đến với những hoàn cảnh khó khăn trong xã hội.
Khoảng cuối tháng 5/2014, Phi Nhung dành toàn bộ trên 100 triệu đồng là số tiền túi của cô và của các mạnh thường quân quyên góp được để gửi đến các chiến sĩ đang bảo vệ hải đảo Việt Nam nhằm xoa dịu, ủng hộ chút công sức đến các anh cũng song song đó cô gửi đến các chiến sĩ một số CD mới của mình vừa thu âm. Phi Nhung tiếp tục cùng một số nghệ sĩ góp mặt trong đêm nhạc từ thiện ủng hộ người mẫu - diễn viên Duy Nhân mắc bệnh ung thư máu. 
Tháng 11/2014, khi vừa nhận được số tiền từ giải thưởng Quán quân Bài Hát Yêu Thích tháng 10/2014, Phi Nhung đã quyên góp toàn bộ số tiền từ giải thưởng trên cho trung tâm bảo trợ người già neo đơn tại Bình Phước. Liên tiếp sau đó cô đoạt cúp Quán quân Bài Hát Yêu Thích tháng tiếp theo, Phi Nhung tiếp tục trích toàn bộ số tiền để dành mua quà tặng trẻ em nghèo trong dịp Giáng Sinh và Tết Nguyên Đán.
Hiện Phi Nhung có khoảng 19 người con nuôi tại chùa và 4 người con nuôi được cô dẫn dắt trên con đường âm nhạc chuyên nghiệp (Thiêng Ngân của bán kết Solo cùng Bolero 2014, Thu Hiền (sau này đổi nghệ danh là Tuyết Nhung) của Giọng hát Việt nhí, Hồ Văn Cường - Quán quân Thần tượng âm nhạc nhí 2016 (đã tách ra hoạt động riêng) và Quỳnh Trang của Solo cùng Bolero 2017).

## Đời tư
Phi Nhung có một cô con gái tên Wendy Phạm sinh sống tại Mỹ. Wendy đã từng tham gia một MV của Phi Nhung là "Áo xanh". Em trai là Tommy TN.

## Tranh cãi
Đầu tháng 6 năm 2021 xuất hiện đoạn tin nhắn giữa Hồ Văn Cường, con trai nuôi Phi Nhung với một người lạ kể rằng anh muốn tách khỏi Phi Nhung và hoạt động độc lập, tỏ thái độ không muốn sống chung với cô. Sự kiện này khơi mào cho tin đồn cô "chèn ép, giữ hết cát-sê Hồ Văn Cường". Tuy nhiên sau đó Phi Nhung lên tiếng cho rằng toàn bộ số tiền trên là do quản lý của cô giữ.. Số tiền này sau đó đã được quản lý trao trả lại cho Hồ Văn Cường.

## Qua đời
Ngày 26 tháng 8 năm 2021, Phi Nhung nhập viện Bệnh viện Chợ Rẫy vì mắc COVID-19. Cô qua đời ngày 28 tháng 9 năm 2021 do biến chứng COVID-19, hoại tử một phần phổi, bão cytokine và suy đa tạng. Ngày 8 tháng 10 năm 2021, thi hài của cô được hỏa táng. Tối cùng ngày, tro cốt của nữ ca sĩ được Việt Hương và gia đình đưa ra sân bay để gửi về Mỹ.
Ngày 13 tháng 10 năm 2021 (trưa 12/10 giờ Mỹ), đám tang của Phi Nhung được diễn ra, đông đảo nghệ sĩ, bạn bè, khán giả Việt Nam tại Mỹ đã đến đưa tiễn cô, nhiều người vẫn bàng hoàng. Hiện nay, tro cốt của nữ ca sĩ đang được yên vị tại tịnh xá Giác An. Con gái nữ ca sĩ cho biết hiện tro cốt của Phi Nhung vẫn được đặt tại tịnh xá Giác An để người thân, bạn bè và khán giả có thể đến thắp hương, tưởng nhớ. Khoảng một năm sau, Wendy Phạm sẽ đưa tro cốt của mẹ về Việt Nam để mọi người viếng lần cuối. Sau đó, cô rải tro cốt xuống biển ở Hawaii theo nguyện vọng của mẹ.
Vào ngày 14 tháng 11 năm 2021, lễ cúng 49 ngày của Phi Nhung được gia đình chuẩn bị cầu toàn, trang trọng cả ở Mỹ lẫn Việt Nam.

### Ca khúc tưởng niệm
1. Tiễn em cuối đường (Sáng tác: Mạnh Quỳnh).
2. Phận con (Sáng tác: Sư cô Thích Nữ Minh Viên).
3. Mẹ đón xuân nơi đâu (Sáng tác: Phạm Hải Đăng).
4. Bậu về nơi đâu? (Sáng tác: Phạm Hồng Biển).
5. Nhớ Nhung (Sáng tác: NSƯT Vũ Thành Vinh, Ngọc Phụng).
6. Không lẻ loi (Sáng tác: Minh Khang).
7. Mẹ về thiên thu (Nhạc: Tùng Châu, Lời: Thái Thịnh).
8. Tân cổ Sao bậu nỡ đành (Sáng tác: Chí Tâm).
9. Xuân vắng em (Sáng tác: Mạnh Quỳnh).
10. Phi Nhung miền tiên cảnh (Sáng tác: Lê Hồng Phúc)
11. Tiễn Nhung bằng tình khúc Bolero (Sáng tác: Lê Thiên Nhã)
12. Huyền thoại Phi Nhung (Nhạc: Lê Hồng Phúc, Ý thơ: Lê Linh)
13. Tân cổ Xa mùa bông điên điển (Sáng tác: Ngô Bình Trị)
14. Hồng nhan lẻ bóng (Thơ: Phan Bá Linh, Nhạc: Trọng Dũng)
15. Nhung (Sáng tác: Hoài Duy)
16. Sáo bay xa rồi (Sáng tác: Hồng Thiên Phúc)
17. Lặng lẽ bên người (Sáng tác: Mạnh Quỳnh)
18. Bậu mãi xa rồi (Sáng tác: Khánh Tài)
19. Tìm em trong kỷ niệm (Sáng tác: Mạnh Quỳnh)
20. Chị Hai về đâu (Sáng tác: Nguyễn Minh Tấn)
21. Khóc Nhung ( Sáng tác: Quốc Vũ)
22. Khóc chị (Sáng tác: Quỳnh Thư, Thể hiện: Duy Trường)
23. Mồ côi hai lần (Sáng tác: Lâm Văn An, Thể hiện: Khánh Bình)
24. Mẹ về trong mơ (Sáng tác: Mạnh Quỳnh, Thể hiện: các con của Phi Nhung)
25. Chị và em (Sáng tác: Vũ Đức Sao Biển, Thể hiện: Thích Pháp Như)
26. Lữ khách qua thời gian - Tịnh Bình tiên nữ (Nhạc Hoa lời Việt: Vương Tổ Tuấn)
27. Chị đi rồi (Sáng tác và trình bày: Công Danh)
28. Từ ngày qua sông (Sáng tác và trình bày: Phi Hoàng)
29. Thương nhớ chị Hai (Sáng tác và trình bày: Phi Hoàng)
30. Con sáo nhỏ sang sông (Đoàn Minh Tài)
31. Tiếc thương bông điên điển (Diệp Hoài Ngọc - Thuỳ Hương)
32. Vọng cổ tiễn biệt ca sĩ Phi Nhung ( Thanh Vân)
33. Nghẹn ngào: Tiễn Phi Nhung (Bảo Quốc, Hồng Loan)
34. Nỗi niềm khán giả (Phạm Ái Liên)
35. Thương người về chốn xa (Sáng tác: Bảo Thu - Thuận Hào, Thể hiện: Bảo Thơ)
36. Sinh ly biệt (Sáng tác: Phạm Đình Kỳ, Thể hiện: Nguyên Vũ)
37. Hát chèo vĩnh biệt Phi Nhung (Sáng tác: Phạm Đình Kỳ, Thể hiện: Thuý Cần)
38. Khóc bạn đêm mưa (Sáng tác và thể hiện: Mạnh Quỳnh)
39. Khúc tình buồn trong mưa (Sáng tác và thể hiện: Mạnh Quỳnh)
40. Xuân vẫn nhớ người (Sáng tác và thể hiện: Mạnh Quỳnh)
41. Kiếp tằm của Mẹ (Sáng tác: Mạnh Quỳnh, thể hiện: Mạnh Quỳnh, Tuyết Nhung)
42. Cũng một chữ tình (Sáng tác và thể hiện: Mạnh Quỳnh)
43. Chuyện em tôi (Sáng tác: Ngô Minh Tài, thể hiện: Bằng Kiều)
44. Hoài niệm Tịnh Bình ca (Sáng tác: Hòa thượng Thích Chúc Minh, Thể hiện: Hoàng Hồng Ngọc)
45. Đêm hoài niệm (Sáng tác và thể hiện: Phi Hoàng)